# Championnat du Honduras de football 1974
Navigation
Saison précédente Saison suivante
La LINAFUT 1974 est la neuvième édition de la première division hondurienne.
Lors de ce tournoi, le CD Motagua a tenté de conserver son titre de champion du Honduras face aux neuf meilleurs clubs honduriens.
Chacun des dix clubs participant était confronté quatre fois aux neuf autres équipes. Puis les quatre meilleures se sont affrontées lors d'une phase finale à la fin de la saison.
Seulement deux places étaient qualificatives pour la Coupe des champions de la CONCACAF.

## Les 10 clubs participants
| \| Tegucigalpa: Atlético Indio CD Federal CD Motagua CD Olimpia Pumas UNAH Deportivo Broncos Tegucigalpa CD Marathon Real España Tegucigalpa CD Platense CD Marathon Real España Tegucigalpa CD Vida \| Localisation des clubs engagés dans le championnat. |
| Tegucigalpa: Atlético Indio CD Federal CD Motagua CD Olimpia Pumas UNAH Deportivo Broncos Tegucigalpa CD Marathon Real España Tegucigalpa CD Platense CD Marathon Real España Tegucigalpa CD Vida                                                           |

| Club                | Stade                        | Capacité | Ville          |
| Deportivo Broncos   | Stade Fausto Flores Lagos    | 5 000    | Choluteca      |
| CD Federal (en)     | Stade Tiburcio Carias Andino | 35 000   | Tegucigalpa    |
| Atlético Indio (en) | Stade Tiburcio Carias Andino | 35 000   | Tegucigalpa    |
| CD Marathon         | Stade Yankel Rosenthal       | 15 000   | San Pedro Sula |
| CD Motagua          | Stade Tiburcio Carias Andino | 35 000   | Tegucigalpa    |
| CD Olimpia          | Stade Tiburcio Carias Andino | 35 000   | Tegucigalpa    |
| CD Platense         | Stade Excelsior              | 10 000   | Puerto Cortés  |
| Real España         | Stade Francisco Morazán      | 20 000   | San Pedro Sula |
| Pumas UNAH          | Stade Tiburcio Carias Andino | 35 000   | Tegucigalpa    |
| CD Vida             | Stade Nilmo Edwards          | 25 000   | La Ceiba       |

## Compétition
La compétition se déroule en deux phases.
Dans un premier temps, l'ensemble des équipes s'affrontent à quatre reprises dans une phase régulière qui compte 36 journées.
Dans un second temps, les quatre premiers participent à la phase quadragonale où chaque club affronte une fois les trois autres.
Enfin, si le leader de la phase régulière et le vainqueur de la phase quadragonale sont différents, les deux équipes s'affrontent lors d'une finale pour désigner le champion de la saison.

### Phase régulière
Lors de la phase régulière les dix équipes affrontent à quatre reprises les neuf autres équipes selon un calendrier tiré aléatoirement.
Le classement est établi sur l'ancien barème de points (victoire à 2 points, match nul à 1, défaite à 0).
Le départage final se fait selon les critères suivants :
- Le nombre de points.
- Un match de barrage en cas de qualification en jeu.

| Rang | Équipe              | Pts | J  | G  | N  | P  | Bp | Bc | Diff |
| ---- | ------------------- | --- | -- | -- | -- | -- | -- | -- | ---- |
| 1    | CD Motagua (T)      | 71  | 36 | 18 | 15 | 3  | 44 | 19 | +25  |
| 2    | CD Olimpia          | 67  | 36 | 13 | 18 | 5  | 28 | 20 | +8   |
| 3    | Real España         | 58  | 36 | 12 | 15 | 9  | 44 | 36 | +8   |
| 4    | CD Marathon         | 55  | 36 | 13 | 14 | 9  | 36 | 26 | +10  |
| 5    | CD Platense         | 52  | 36 | 12 | 13 | 11 | 41 | 40 | +1   |
| 6    | Deportivo Broncos   | 48  | 36 | 11 | 12 | 13 | 28 | 31 | -3   |
| 7    | CD Federal (en) (P) | 45  | 36 | 11 | 10 | 15 | 33 | 38 | -5   |
| 8    | CD Vida             | 45  | 36 | 6  | 16 | 14 | 25 | 41 | -16  |
| 9    | Pumas UNAH          | 43  | 36 | 9  | 11 | 16 | 29 | 36 | -7   |
| 10   | Atlético Indio (en) | 38  | 36 | 9  | 9  | 18 | 28 | 49 | -21  |

| Légende : Qualifications et relégations | Légende : Qualifications et relégations             |
| --------------------------------------- | --------------------------------------------------- |
|                                         | Qualifié pour la phase quadragonale                 |
|                                         | Relégué en Liga Nacional de Ascenso                 |
|                                         | (T) : Tenant du titre (P) : Promu de la saison 1973 |

### La Phase Quadragonale
Le classement est établi sur l'ancien barème de points (victoire à 2 points, match nul à 1, défaite à 0).
Le départage final se fait selon les critères suivants :
- Le nombre de points.
- Un match de barrage en cas de qualification en jeu.

| Rang | Équipe         | Pts | J | G | N | P | Bp | Bc | Diff |
| ---- | -------------- | --- | - | - | - | - | -- | -- | ---- |
| 1    | Real España    | 8   | 3 | 2 | 1 | 0 | 3  | 1  | +2   |
| 2    | CD Olimpia     | 6   | 3 | 2 | 0 | 1 | 4  | 2  | +2   |
| 3    | CD Motagua (T) | 2   | 3 | 0 | 2 | 1 | 1  | 2  | -1   |
| 4    | CD Marathon    | 2   | 3 | 0 | 1 | 2 | 1  | 4  | -3   |

| Légende : Qualifications et relégations | Légende : Qualifications et relégations                             |
| --------------------------------------- | ------------------------------------------------------------------- |
|                                         | Coupe des champions de la CONCACAF 1975 (1er Tour de qualification) |
|                                         | (T) : Tenant du titre                                               |

### Finale
| 22 décembre 1974 | CD Motagua | 0:1 | Real España          | Stade Tiburcio Carias Andino                     |                                                  |
|                  |            |     | Antonio Pavón Molina | Spectateurs : 14 000 Arbitrage : Porfirio Guerra | Spectateurs : 14 000 Arbitrage : Porfirio Guerra |

## Bilan du tournoi
| Tableau d'Honneur                   |             |
| Compétition                         | Vainqueur   |
| Liga Nacional de Fútbol de Honduras | Real España |

| Qualifications continentales 1975-1976 |                         |
| Coupe des champions de la CONCACAF     | Qualifiés               |
| 1er tour de qualification              | Real España CD Platense |

| Promotions et relégations           |                     |
| Relégué en Liga Nacional de Ascenso | Atlético Indio (en) |
| Promu de Liga Nacional de Ascenso   | CD Atlántida        |